# Luxi, Anhui
Luxi är en socken i östra Kina. Den ligger i Qimen härad i staden Huangshan i provinsen Anhui, omkring 240 kilometer söder om provinshuvudstaden Hefei. Antalet invånare är 3 566. Befolkningen består av 1 730 kvinnor och 1 836 män. Barn under 15 år utgör 14,0 %, vuxna 15-64 år 69 %, och äldre över 65 år 16,0 %.